# Полинтоны
Полинто́ны (англ. Polintons, Mavericks) — крупные ДНК-транспозоны, содержащие гены, гомологичные вирусным белкам; часто встречаются в эукариотических геномах. Эти наиболее крупные и сложно устроенные ДНК-транспозоны были открыты в середине 2000-х годов. Один полинтон может кодировать до 10 различных белков. Название этих мобильных элементов образовано от двух ключевых белков, которые они кодируют: ДНК-полимераза (POLymerase) и интеграза (INTegrase) ретровирусного типа (название придумали Владимир Капитонов и Ежи Юрек). 

## Свойства
Типичный полинтон имеет размер 15—20 тысяч пар оснований (килобаз, кб), хотя известны полинтоны размером до 40 кб. Полинтоны кодируют до 10 белков, важнейшие из которых — ДНК-полимераза типа В и интеграза ретровирусного типа. Полинтоны иногда называются самосинтезирующимися транспозонами, поскольку они кодируют все белки, необходимые для собственной репликации. Большинство полинтонов также кодируют цистеиновую протеазу аденовирусного типа, FtsK-подобную АТФазу и белки, содержащие участки, гомологичные укладке jelly roll, характерной для белков вирусных капсидов. Наличие предполагаемых капсидных белков свидетельствует, что теоретически полинтоны могут в некоторых условиях формировать вирионы, в связи с чем было предложено переименовать полинтоны в полинтовирусы. Однако образование полинтонами вирионов ещё не было подтверждено экспериментально, поэтому последний термин пока не используется. Полинтоны содержат концевые инвертированные повторы, присущие мобильным элементам, которые обычно имеют размер от 100 до 1000 пар оснований. 

## Распространение
Полинтоны были выявлены во всех группах эукариот, за исключением архепластид (то есть красных водорослей, глаукофитовых водорослей, зелёных водорослей и наземных растений). Особенно полинтоны характерны для униконтов — группы эукариот, включающей животных. Геном паразитического простейшего Trichomonas vaginalis, вызывающего трихомониаз, почти на 30 % состоит из полинтонов.

## Эволюция
Согласно ранним описаниям, полинтоны, по-видимому, являются древними мобильными элементами, которые появились по меньшей мере миллиард лет назад и имелись уже у раннего предка современных эукариот. Эта гипотеза подтверждается и филогенетическим анализом последовательностей полинтонов, который также показал, что полинтоны передаются в основном вертикально (хотя имеются данные и о горизонтальном переносе полинтонов). 
Эволюционные взаимоотношения между полинтонами, вирусами, чей геном представлен двуцепочечной ДНК (дцДНК), и эгоистичными генетическими элементами весьма сложны. Первые исследования, основанные на изучении последовательностей, отнесли к родственникам полинтонов линейные плазмиды, бактериофаги и аденовирусы. Позднее была показана эволюционная близость полинтонов, вирофагов и гигантских вирусов. Считается, что полинтоны являются компонентами сложной генетической сети, связывающей эгоистичные мобильные элементы геномов эукариот с вирусами, геномы которых представлены дцДНК. Полинтоны разделяют один или несколько гомологичных генов с линейными плазмидами, вирофагами (особенно вирофагом Мавирус), гигантскими вирусами (порядок Megavirales), транспозонами Ginger 1 и Tlr1, трансповиронами, эукариотическими аденовирусами и бактериофагами семейства Tectiviridae.